# 7272 Darbydyar
7272 Darbydyar là một tiểu hành tinh vành đai chính với chu kỳ quỹ đạo là 1694.0049260 ngày (4.64 năm).
Nó được phát hiện ngày 21 tháng 2 năm 1980.